# آنتونیو بورتولتی
آنتونیو جینو بورتولتی (زاده ۲۳ ژانویه ۱۹۱۰ – درگذشته ۲۰ اکتبر ۱۹۹۰) بازیکن فوتبال ایتالیایی بود که در پست هافبک بازی می‌کرد.